# Себастьян Янсен Мадіко
Себастьян Янсен Мадіко (ісп. Sebastián Jahnsen Madico, 8 вересня 1990) — перуанський плавець.
Учасник Олімпійських Ігор 2012 року.